# Cid (opera)
A Cid (franciául Le Cid) Jules Massenet egyik négyfelvonásos operája. Szövegkönyvét Louis Gallet, Édouard Blau és Adolphe d'Ennery írták Pierre Corneille azonos című drámája alapján. Ősbemutatójára 1885. november 30-án került sor a párizsi Opéra Comique-ban.

## Szereplők
| Szereplő        | Hangfekvés                                 |
| --------------- | ------------------------------------------ |
| Chimène         | eredetileg drámai szoprán, ma mezzoszoprán |
| Az infánsnő     | szoprán                                    |
| Rodrigo (a cid) | tenor                                      |
| Don Diego       | basszus                                    |
| A király        | bariton                                    |
| Gormas grófja   | basszus                                    |
| Szent Jakab     | bariton                                    |
| A mór követ     | basszus v. bariton                         |
| Don Arias       | tenor                                      |
| Don Alonzo      | basszus                                    |

Nemesek, udvarhölgyek, püspökök, papok, szerzetesek, kapitányok, katonák, nép (vegyeskar)

## Cselekmény
Helyszín: Burgos, Spanyolország
Idő: 11. század
Chimène és Rodrigo, a fiatal hadvezér azt tervezik, hogy hamarosan egybekelnek, azonban az apák közötti konfliktus megakadályozza őket: Gormas gróf ugyanis féltékeny Don Diegóra, amiért a király őt nevezte ki az infánsnő nevelőjének. A gróf csúnyán megszégyeníti az öreg Don Diegót, aki fia segítségét kéri. hogy álljon érte bosszút. A hadvezér megígéri apjának, még mielőtt megtudná, hogy szerelmének apját kéne megbüntetnie. A párbajban Rodrigo megöli Gormas grófot. A szerelem és bosszú között ingadozó Chimène példás büntetést kér a királytól apja gyilkosára. Eközben megérkezik a mór uralkodó hadüzenete és a spanyol király kénytelen mozgósítani minden alattvalóját. Rodrigo a spanyol hadak élére áll és megígéri királyának, hogy a csata után visszatér, bármilyen büntetés is várna rá. A király Rodrigo halálhíréről értesül. Chimène is megnyugszik, mivel így nem ő kedvese halálának okozója. A hír azonban tévesnek bizonyul és Rodrigo diadalittasan bevonul a városba. A király Chimènére bízza az ifjú hadvezér sorsát. A lány képtelen halálra ítélni őt, de megbocsátani sem tud. Rodrigo öngyilkos akar lenni, de ekkor Chimènében mégis a szerelem kerekedik felül és megbocsát Rodrigónak.

## Híres részletek
- O noble lame étincelante - Rodrigo áriája (második felvonás)
- Balett – második felvonás
- Pleurez, pleurez mes yeux - Chimène áriája (harmadik felvonás)
- O souverain, o juge, o père - Rodrigo áriája (harmadik felvonás)

## Diszkográfia
- Plácido Domingo (Rodrigue), Grace Bumbry (Chimène), Paul Plishka (Don Diegue) stb.; Byrne Camp Chorale, New York-i Operazenekar, vez.: Eve Queler (New York, 1976. márc.) CBS (SONY) M2K 79300 [első és stúdió minőségű élő felvétel]